# Les Oubliés (film, 2015)
Pour les articles homonymes, voir Les Oubliés.
Pour plus de détails, voir Fiche technique et Distribution.
Les Oubliés (en danois : Under sandet, en allemand : Unter dem Sand, littéralement « sous le sable ») est un drame historique germano-danois écrit et réalisé par Martin Zandvliet, sorti en 2015.
Le film s'inspire de faits réels, à peine décrits dans les livres d'histoire, et raconte l'histoire de prisonniers de guerre allemands envoyés au Danemark après la Seconde Guerre mondiale pour déminer et éliminer les plus de deux millions de mines que les Allemands ont placées dans le sable le long de la côte. On estime que plus de 2 000 soldats allemands ont été contraints de les retirer et que la moitié d'entre eux ont perdu la vie ou ont été mutilés.

## Synopsis
En 1945, à la fin de la Seconde Guerre mondiale, les plages ouest du Danemark sont piégées de plus de deux millions de mines allemandes. Pour désamorcer les mines enfouies, un groupe de très jeunes soldats allemands faits prisonniers par les Danois est envoyé sur les plages ; pour eux, la guerre n'est pas finie...
Le sergent Carl Rasmussen est chargé de s'en occuper. Si, au début, il les hait et les traite comme des ennemis, il apprend à les aimer. Il se rapproche plus particulièrement de Sebastian Schumann, le « leader » du groupe. Pendant ces opérations périlleuses, plusieurs perdent la vie dont Wilhelm Hahn et les deux jeunes jumeaux Ernst et Werner Lessner, Ernst se suicidant peu après la mort de son frère Werner dont il était très proche. De quatorze jeunes hommes, seulement quatre survivent, et bien qu'on leur ait promis de les renvoyer chez eux, les autorités danoises décident de les garder afin de poursuivre le déminage autre part au Danemark, à Skallingen. Carl décide alors de les aider à s'enfuir et le film se termine sur un plan de Sebastian lui lançant un dernier regard.

## Fiche technique
- Titre original : Under sandet (danois) / Unter dem Sand (allemand)
- Titre français : Les Oubliés
- Réalisation et scénario : Martin Zandvliet
- Photographie : Camilla Hjelm Knudsen
- Montage : Per Sandholt et Molly Malene Stensgaard
- Musique : Sune Martin
- Production : Malte Grunert et Mikael Chr. Rieks
- Société de production : Nordisk Film
- Pays de production :  Danemark /  Allemagne
- Langue : danois, allemand
- Format : couleur
- Genre : guerre
- Durée : 90 minutes
- Dates de sortie : 
  - Canada : 10 septembre 2015 (Festival du film de Toronto)
  - Danemark : 3 décembre 2015
  - Belgique : 13 octobre 2016 (Festival international du film de Flandre-Gand)
  - France : 1er mars 2017

## Distribution
- Roland Møller : le sergent Carl Rasmussen
- Mikkel Boe Følsgaard (VF : Damien Ferrette) : le lieutenant Ebbe Jensen
- Laura Bro : Karin
- Louis Hofmann (VF : Benjamin Bollen) : Sebastian Schumann
- Joel Basman : Helmut Morbach
- Oskar Bökelmann : Ludwig Haffke
- Emil Belton : Ernst Lessner (comme Emil Buschow)
- Oskar Belton : Werner Lessner (comme Oskar Buschow)
- Leon Seidel : Wilhelm Hahn
- Karl Alexander Seidel : Manfred
- Maximilian Beck (VF : Olivier Podesta) : August Kluger
- August Carter : Rudolf Selke
- Tim Bülow : Hermann Marklein
- Alexander Rasch : Friedrich Schnurr
- Julius Kochinke (VF : Benoît Berthon) : Johann Wolff
- Aaron Koszuta : Gustav Becker
- Levin Henning : Albert Bewer
- Mads Riisom : Peter
- Michael Asmussen : un sergent danois
- Magnus Bruun : un soldat danois
- Nicholas Hejl : un soldat danois
- Mark Kammer : un soldat danois
- Vitali Kronberg : un soldat
- Mette Lysdahl (VF : Nina Broniszewski-Madre) : l'infirmière Lone Nielsen
- Johnny Melville : l'officier Givens
- Anthony Straeger : l'officier Garth
- Kim Winther : un soldat danois
- Zoe Zandvliet : Elisabeth, la fille de Karin
- Thomas Østergaard : un soldat britannique

## Accueil
Le film fut salué par les critiques, particulièrement par les critiques danoises qui le considèrent « comme le meilleur film danois de l'année ». Il fut d'abord très apprécié lors du Festival du film de Toronto.

## Distinctions
- Le film a remporté le Robert du meilleur film danois et le Robert du meilleur réalisateur. Louis Hofmann ainsi que Roland Møller reçurent aussi des récompenses pour leur jeu d'acteur.
- 2016 : Meilleur film dans la catégorie Fictions et Fiction "la plus dérangeante" du Tournai Ramdam Festival

- 2016 : Bodil :
  - Meilleur film danois
  - Meilleur acteur pour Roland Møller
  - Meilleur acteur dans un second rôle pour Louis Hofmann
- Festival International War on Screen 2016 : Prix du public

- Prix Jean-Renoir des lycéens 2017